# Băng tần F
Băng tần F là dải tần số vô tuyến từ 90 GHz tới 140 GHz trong phổ điện từ. Bước sóng tương ứng từ 2,1 mm tới 3,3 mm. Băng F nằm ở phần thấp hơn trong băng SHF thuộc phổ vô tuyến.
Băng tần F nằm trong băng tần S thuộc hệ thống phân loại cũ.
Băng F mới nằm trong dải tần 90 và 140 GHz.

## Các băng tần sóng cực ngắn khác
Phổ sóng cực ngắn thường được định nghĩa là phổ điện từ trong dải tần số 1.0 GHz đến 30 GHz, nhưng một số định nghĩa cũ hơn tính cả các tần số thấp hơn. Hầu hết các ứng dụng phổ biến trong dải tần 1,0 đến 30 GHz. Các băng tần số sóng cực ngắn, được định nghĩa bởi Hiệp hội Vô tuyến Anh (RSGB), được thể hiện trong bảng dưới đây. Chú ý là các tần số trên 30 GHz thường được gọi là "sóng mm". Tần số 30 GHz tương ứng với bước sóng 10 mm, hay 1 cm.
| Băng tần L  | 1 tới 2 GHz     |
| Băng tần S  | 2 tới 4 GHz     |
| Băng tần C  | 4 tới 8 GHz     |
| Băng tần X  | 8 tới 12 GHz    |
| Băng tần Ku | 12 tới 18 GHz   |
| Băng tần K  | 18 tới 26,5 GHz |
| Băng tần Ka | 26,5 tới 40 GHz |
| Băng tần Q  | 30 tới 50 GHz   |
| Băng tần U  | 40 tới 60 GHz   |
| Băng tần V  | 50 tới 75 GHz   |
| Băng tần E  | 60 tới 90 GHz   |
| Băng tần W  | 75 tới 110 GHz  |
| Băng tần F  | 90 tới 140 GHz  |
| Băng tần D  | 110 tới 170 GHz |

Chú thích: "Băng tần P " đôi khi được dùng không chính xác cho băng tần Ku. "P" có nghĩa là "previous" (trước) là băng tần radar dùng ở Anh có dải tần 250 đến 500 MHz, hiện nay băng tần hoàn toàn lỗi thời theo tiêu chuẩn 521 của IEEE, xem  và  Lưu trữ ngày 14 tháng 7 năm 2014 tại Wayback Machine. Đối với các định nghĩa khác, xem Letter Designations of Microwave Bands